# 早川建二
早川 建二（はやかわ けんじ、1940年12月6日 - ）は東京都出身のラジオ日本の元アナウンサー。

## 経歴
立教大学経済学部経営学科卒業後、1964年当時のラジオ関東入社。ラジオ日本ジャイアンツナイターなどスポーツ中継を中心に担当。記録・データに詳しく、放送の中でも発揮していた。

## 人物
鉄道、時刻表、テニスなどに造詣が深く、博識であった。